# Rosettenville
Rosettenville ist ein Stadtteil der Metropolgemeinde City of Johannesburg in Südafrika. Er gehört zur Stadtregion F, der Innenstadt Johannesburgs.

## Geographie
Rosettenville liegt nahe dem Johannesburger Zentrum, rund sechs Kilometer südlich des Hauptbahnhof, Johannesburg Park Station. 2011 lebten dort 17.319 Menschen.
Westlich von Rosettenville liegt der Stadtteil Kenilworth, nördlich La Rochelle mit dem See Wemmer Pan, östlich The Hill, südlich Townsview und südwestlich Towerby.

## Geschichte
Rosettenville wurde nach dem Landvermesser Leo (oder Levin) Rosettenstein benannt, der das Gebiet vor dem Goldrausch 1889 vermessen und projektiert hatte. Einige Straßen benannte er nach Angehörigen.
1903 gründete die anglikanische Kirche am Ostrand des Stadtteils das Priesterseminar St Peter’s Theological College. Ihr bekanntester Absolvent ist Desmond Tutu. 1908 wurde auf dem Gelände die St. Agnes School eröffnet, die einige Jahre später zum St. Peter’s Priory and College erweitert wurde. Bekannt wurde sie als St. Peter’s College unter der Leitung von Trevor Huddleston. Die Schule war als Black Eton bekannt, weil dort Schwarze auf hohem Niveau ausgebildet wurden. Bekannte Schüler waren Oliver Tambo, Hugh Masekela und Arthur Maimane; Tambo arbeitete dort später auch als Lehrer. Aus Protest gegen den Bantu Education Act wurde die Schule 1956 geschlossen, später aber als St. Martin’s School wiedereröffnet.
Ab den 1920er Jahren siedelten sich viele aus Portugal oder Mosambik eingewanderte Portugiesen in Rosettenville an. 1987 wurde von Portugiesen im Stadtteil das erste Nando’s-Restaurant eröffnet. 2007 wurde der Reggaemusiker Lucky Dube in Rosettenville erschossen.

## Bauwerke
Unmittelbar südlich der St. Martin’s School steht das South Rand Hospital. Der Motorway 11 verläuft als Prairie Street in Nord-Süd-Richtung durch Rosettenville.